# Саобраћај у Бугарској
Република Бугарска је земља која се протеже кроз неколико важних области (Балкан, област Црног Мора, Подунавље). Саобраћајна жила-куцавица земље је удолина реке Марице, која се наставља ка западу у удолину престонице Софије, а на истоку се отвара ка Истанбулу и Малој Азији. Главно чвориште у земљи је престоница, Софија.
Бугарска има развијен друмски, железнички, ваздушни и водени саобраћај.

## Железнички саобраћај
Укупна дужина железничке мреже у Бугарској је 4.294 km (2005. године). Ово се односи на пруге стандардне ширине колосека.
Једини град са метро системом је Софија (погледати Софијски метро).
Железничка веза са суседним земљама:
- Румунија - да
- Србија - да
- Македонија - не, али започета изградња везе
- Грчка - да
- Турска - да

## Друмски саобраћај
Укупна дужина путева у републици Бугарској је 44.033 km, од чега је 99% асфалтирано. Дужина ауто-путева тренутно износи свега 459 km, али се у наредним годинама очекује брза изградња нових деоница. Државни ауто-путеви носе двозначну ознаку „А+број“.
Бугарски изграђени и предвиђени ауто-путеви су делови следећих Европских коридора:
- Тракијски ауто-пут - део европског коридора Е80, граница са Србијом - Софија - Пловдив - Првомај - Стара Загора - Бургас, укупна дужина 443 km, изграђен савремени ауто-пут у дужини од 280 km на траси Софија - Стара Загора. Од Пловдива се планира и нови ауто-пут до границе са Турском у дужини од .
- Хемуски ауто-пут - део европских коридора Е70 и Е83, Софија - Плевен - Шумен - Варна, укупна дужина 433 km, изграђен савремени ауто-пут у укупној дужини од 129 km на две деонице Софија - Плевен и Шумен - Варна.
- Црноморски ауто-пут - део европског коридора 8, Варна - Бургас, укупна дужина 103 km, изграђен савремени ауто-пут у укупној дужини од 10 km при улазу у Варну.
- Љуљински ауто-пут - Софија - Перник удужини од 19 km, у изградњи
- Струмски ауто-пут - Софија - Благоевград - граница са Грчком, укупна дужина 156 km, изграђен савремени ауто-пут у укупној дужини од 40 km око града Дупница.

## Водени саобраћај
Бугарска је приморска и подунавска земља. Познате морске луке су велики приморски градови Бургас и Варна. И речни саобраћај је развијен и међународног је значаја. Једини значајан пловни речни правац је погранична река Дунав, на којој се налази низ речних рука: Видин, Лом, Свиштов, Русе, Силистра. Река Дунав је изванредна веза земље са облашћу средње Европе. 

## Гасоводи и нафтоводи
Гасовод: Дужина токова је 2.505 км (2006. године).
Нафтовод: Дужина токова је 339 км (2006. године).

## Ваздушни транспорт
У Буграској постоји 218 званично уписаних летилишта (2007. године), али само је 5 од њих уврштено на листу међународних аеродрома са IATA кодом (IATA Airport Code):
- Аеродром Софија - SOF
- Аеродром Бургас - BOJ
- Аеродром Варна - VAR
- Аеродром Пловдив - PDV
- Аеродром Горња Орјаховица - GOZ

Највећи и најважнији аеродром у земљи је Аеродром Софија. Аеродроми у Варни и Бургасу су посебно упослени лети због туристичке сезоне. 